# エリック・デルガド
エリック・ギジェルモ・デルガド・バスケス（Erick Guillermo Delgado Vásquez 、1982年6月30日 - ）は、ペルー・リマ出身のプロサッカー選手。トルネオ・デスセントラリサード・アカデミカ・デポルティーバ・カントラオ所属。ポジションは、ゴールキーパー。

## クラブ歴
スポルティング・クリスタルでキャリアをスタートさせ、2001年トップチームに昇格した。1度目の在籍7年間でリーグ戦219試合でプレーした後、2009年1月にフアン・アウリチへ移籍。
2010年1月にスポルティング・クリスタルに復帰した。

## 代表歴
ペルー代表として14試合に出場した。

## 人物
2007年、炎天下の人工芝のピッチでプレーした後、足裏に火傷を負ったことがある。

## タイトル
スポルティング・クリスタル
- トルネオ・デスセントラリサード (3): 2002, 2005, 2012
- アペルトゥーラ : 2003
- クラウスーラ : 2004, 2005